# 托馬里區

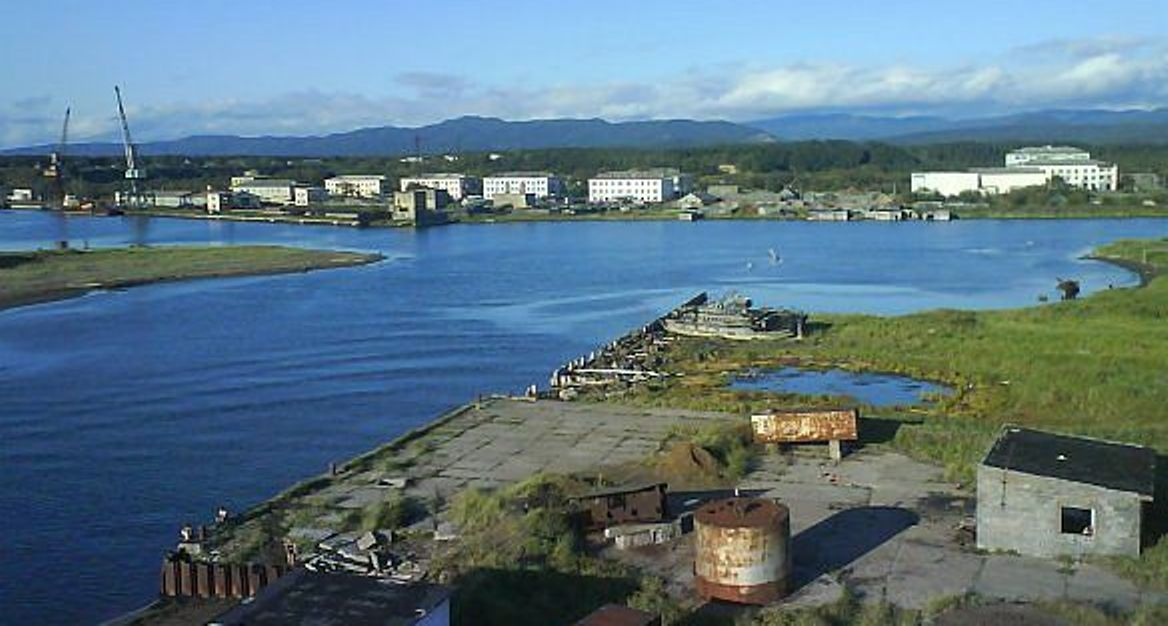

47°46′N 142°04′E / 47.767°N 142.067°E
托馬里區（俄语：Томаринский район），是俄羅斯的一個區，位於該國東南部，由薩哈林州負責管轄，面積3,169.3平方公里，2010年該區人口9,457，人口密度每平方公里2.98人。
該地在二戰结束前属日本，名為泊居支廳（1940年1月，泊居支廳將北部的鵜城郡、名好郡及久春內郡珍內町分割設置為惠須取支廳；1942年11月，樺太廳進行支廳重編，泊居支廳被廢除並併入真岡支廳。），由樺太廳負責管轄。